# محوطه بن درکی ۵
محوطه بن درکی ۵ مربوط به شوشان - هزاره ۴ ق م است و در شهرستان پل‌دختر، بخش مرکزی، دهستان جایدر، ۲/۵ کیلومتری غرب روستای چم گردله واقع شده و این اثر در تاریخ ۲۸ اسفند ۱۳۸۵ با شمارهٔ ثبت ۱۸۴۴۱ به‌عنوان یکی از آثار ملی ایران به ثبت رسیده است.